# Cischweinfia nana
Cischweinfia nana är en orkidéart som beskrevs av Robert Louis Dressler. Cischweinfia nana ingår i släktet Cischweinfia och familjen orkidéer.
Artens utbredningsområde är Panamá. Inga underarter finns listade i Catalogue of Life.